# Cacaomolen
Een cacaomolen of chocolademolen is een molen die cacaobonen verwerkt.

## Werking
Hoewel het fabricageproces niet met zekerheid bekend is, wordt de volgende werkwijze aangenomen.
Eerst worden de cacaobonen geroost in een trommel en vervolgens gebroken. De schillen worden verwijderd en het inwendige werd vervolgens fijngemalen. Dit gebeurde door middel van kollergangen en persen, die eenzelfde technologie als die bij oliemolens benutten. Aldus ontstond een stroopachtige massa, welke afgevangen werd in kleine vormen. Dit leverde bittere chocoladekoekjes op die voor de helft uit vet bestonden.
De cacaomolens werden gewoonlijk aangedreven met windkracht, ook aandrijvingen als rosmolens of een door menskracht aangedreven molens kwamen voor. Vele molens deden ook dienst als pelmolen, snuifmolen of mosterdmolen.

## Opkomst van de cacaomolens
Het gebruik van cacao, oorspronkelijk afkomstig uit West-Indië, heeft zich  via Spanje (of Italië) en Frankrijk naar Midden- en Noord-Europa verspreid.

### Cacaomolens in Zeeland
De provincie Zeeland speelde daar een belangrijke rol in. Hier moet de rol van Cornelis van Aerssen van Sommelsdijck, welke in Suriname plantages bezat, en de rol van de West-Indische Compagnie en de Sociëteit van Suriname worden genoemd. De meeste cacao werd oorspronkelijk naar Middelburg vervoerd, terwijl ook Amsterdam een aanvoerhaven was. Dit laatste lag aan de grondslag voor de Zaanse cacao- en chocoladefabrieken.
In Middelburg was ook een veiling voor koloniale producten, gedreven door de Middelburgsche Commercie Compagnie. Vanaf 1724 liep de handel via Middelburg echter terug, na 1740 werd Amsterdam het brandpunt van de cacao-aanvoer, en na 1770 was de invoer van cacao via Middelburg onbeduidend geworden.
De eerste cacaomolen in Middelburg wordt gemeld in 1705. In 1723 waren er twee, en werden er nog drie bijgebouwd. In 1757 en 1763 werd het aantal molens nog met een zestal uitgebreid. In 1808 waren er 13 cacaomolens in Middelburg; in 1818 worden er 27 cacaomolens in Nederland geteld, waarvan 15 in Zeeland, en wel 12 in Middelburg, 1 in Vlissingen, één in Goes en 1 in Zierikzee.
In 1853 werden in Middelburg nog slechts drie cacaomolens geteld. In 1858 en 1859 hielden er twee op met functioneren. De molen van Fak Brouwer, feitelijk een rosmolen, die bleef functioneren tot 1894. Ook vele andere Middelburgse cacaomolens waren rosmolens.

### Cacaomolens elders
De Nederlandse Database van verdwenen molens toont 33 molens die weleens als cacaomolen hebben dienstgedaan. Hiervan is slechts één door waterkracht aangedreven molen bekend, de Watermolen van Helmond. Aandrijving door windkracht kwam in 19 van de gevallen voor, er waren voorts 6 rosmolens en 2 tredmolens. Bij 5 cacaomolens is het aandrijfmechanisme onbekend.
De database, die niet volledig is, bevat 9 cacaomolens in Amsterdam, 1 in Dordrecht, en 15 in de Zaanstreek (Zaandam, Zaandijk, Wormerveer, Westzaan en Koog aan de Zaan). Voorts 1 in Dordrecht, 1 in Utrecht en 1 in Sneek. Voor Middelburg worden er nog 4 vermeld, waarvan drie rosmolens.
Werkende cacaomolens bestaan in Nederland niet meer, maar veel historische molens hebben aan de basis gestaan van de latere industriële productie van cacao en chocolade.
De Belgische molendatabase van verdwenen molens (Molenecho's) bevat geen cacaomolens. Wel kende en kent België een belangrijke chocolade-industrie.

## Externe bron
- E. van Wijk, Chocolademolens en de Fak Brouwers, in: De Wete 27 (2), april 1998, p. 2-11, tijdschrift van de Heemkundige Kring Walcheren.

beukmolen ·
blauwselmolen ·
cacaomolen ·
hennepklopmolen ·
ijzermolen ·
koldermolen ·
kopermolen ·
korenmolen ·
krijtmolen ·
kruitmolen ·
loodwitmolen ·
mosterdmolen ·
moutmolen ·
oliemolen ·
papiermolen ·
pelmolen ·
pepermolen ·
poldermolen ·
schelpzandmolen ·
schorsmolen ·
slijpmolen ·
snuifmolen ·
specerijenmolen ·
spinmolen ·
trasmolen ·
verfmolen ·
volmolen ·
zaagmolen